# Чантунья
Чанту́нья (англ. Chanthunya) — традиційна громада у складі дистрикту Балака Південного регіону Малаві.
Населення — 30229 осіб (2018).